# Henri de Braekeleer
Henri Jean Augustin de Braekeleer (Antwerpen, 11 juni 1840 – aldaar, 20 juli 1888) was een Vlaams schilder en etser. Hij schilderde voornamelijk figuren, interieurs, stillevens en landschappen.
Hij was opgeleid door zijn vader Ferdinand de Braekeleer (1792-1883), een historie- en genreschilder, en door zijn oom Hendrik Leys, die hem een strenge morele en materiële discipline oplegde.
De Braekeleer volgde van 1854 tot 1867 les aan de academie te Antwerpen, waar hij bevriend raakte met Jan Stobbaerts. Samen met Stobbaerts verzette hij zich tegen het academisch onderwijs. Van Henri Leys, leerde hij te reageren op het in zwang zijnde romantisme van Gustaaf Wappers en het neoclassicisme van François-Joseph Navez.
Op verzoek van Leys reisde hij in 1863 naar Duitsland om er historische plaatsen te schilderen. In Nederland werd hij geboeid door de 17e-eeuwse Hollandse meesters als Pieter de Hoogh, Jan Steen, Vermeer. Door deze invloeden, wist hij de sfeer van oud-Antwerpen te evoceren. Zijn werken uit de periode 1860–1870 stralen een kalme, stille poëzie uit. Van 1880 tot 1884 leed De Braekeleer aan een zware geestesziekte, die een ingrijpende invloed had op zijn stijl.
Hij maakte ook fraaie etsen. Van zijn hand zijn 76 etsen bekend, naast een paar houtgravures en lithografieën. Zijn oeuvre kan men onder andere bezichtigen in het Koninklijk Museum voor Schone Kunsten te Antwerpen, de Koninklijke Musea voor Schone Kunsten van België te Brussel en het Museum voor Schone Kunsten te Doornik.
Het grafmonument voor Henri De Braekeleer bevindt zich op het Schoonselhof (perk Z1, rij A). Het werd op stadskosten overgebracht van de in 1936 gesloten begraafplaats Kiel. Het monument is een ontwerp van de Brusselse beeldhouwer Guillaume Charlier bekostigd door de Brusselse mecenas Henri Van Cutsem.

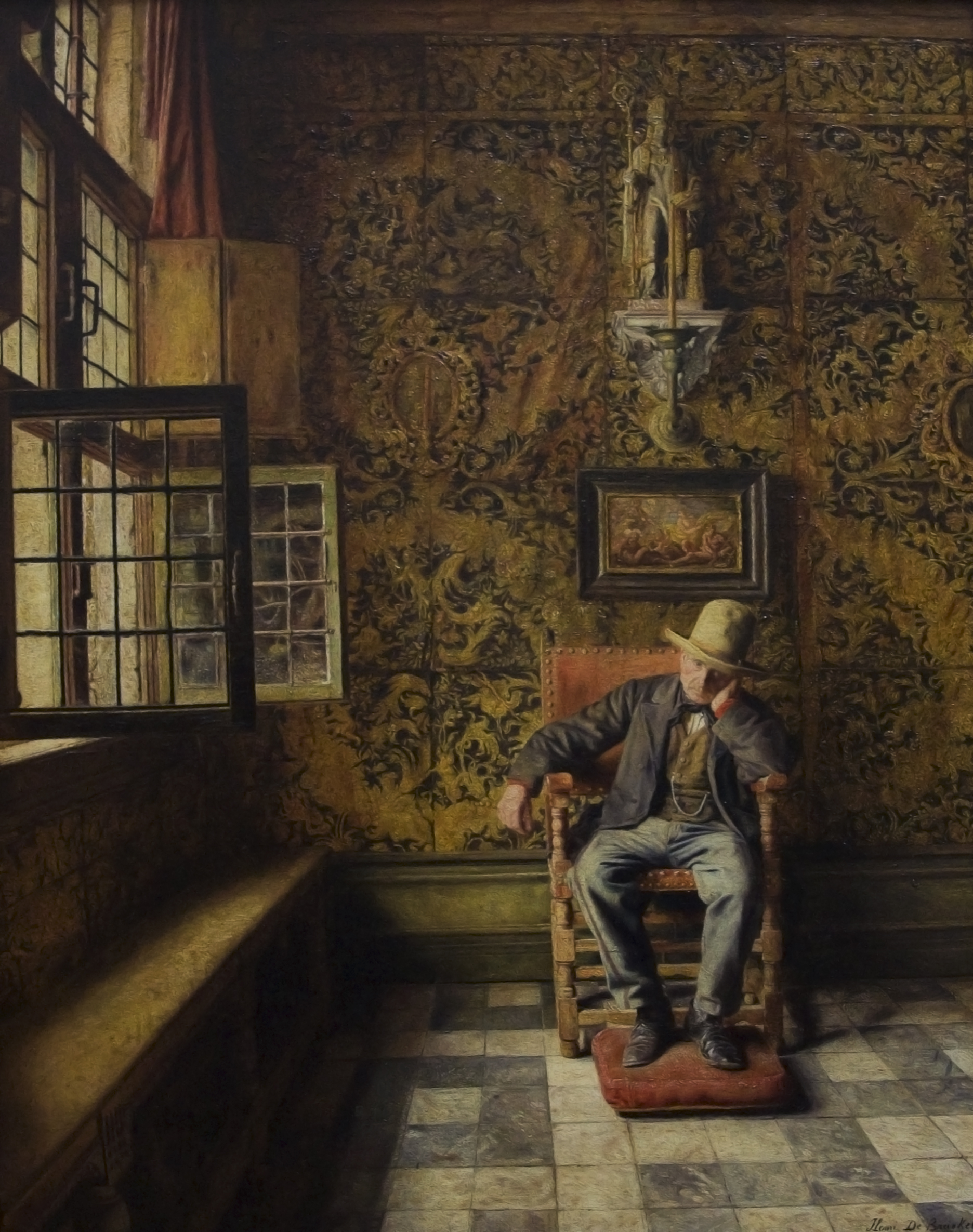
De man in de stoel (1876) in het Koninklijk Museum voor Schone Kunsten (Antwerpen)
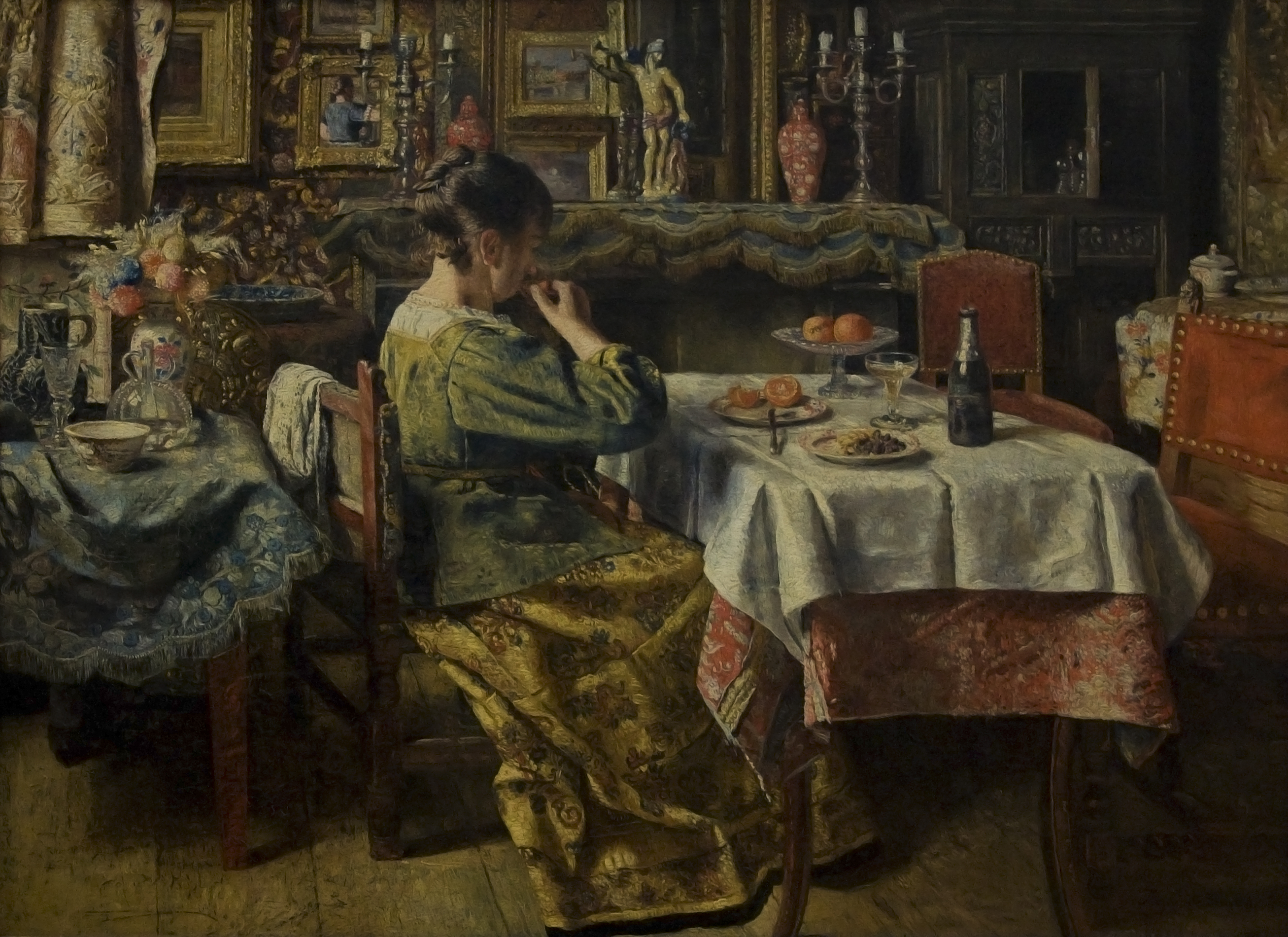
De maaltijd (1885) in het Koninklijk Museum voor Schone Kunsten (Antwerpen)